# Natalicio Talavera

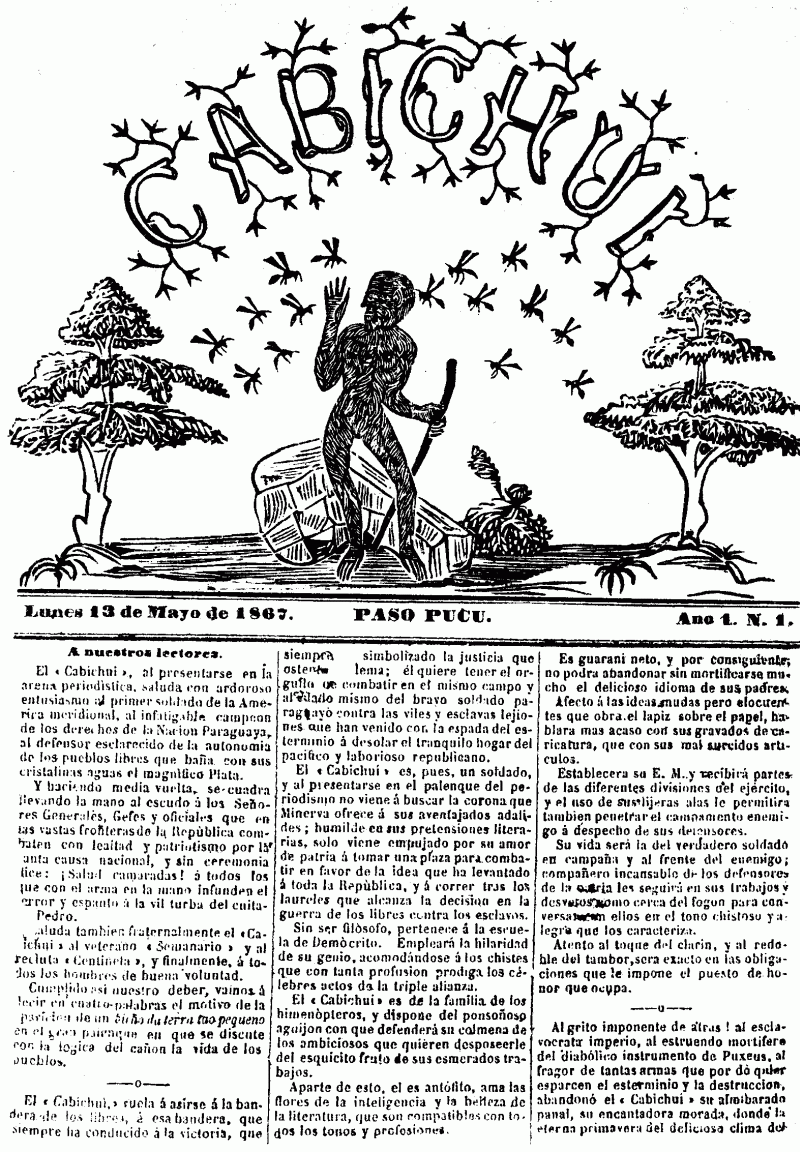
Satirezeitschrift Cabichuí

Natalicio Talavera (* 7. September 1839 in Villarrica; † 11. Oktober 1867 in Paso Pucú) war Journalist, Erzähler, Dichter,  Soldat und Kriegskorrespondent des Tripel-Allianz-Kriegs. Er gilt als erster Dichter des unabhängigen Paraguays. Ihm zu Ehren wurde der 11. Oktober zum „Tag des paraguayischen Dichters“ erklärt. Nach ihm wurde auch ein Ort im Departamento Guairá benannt.

## Leben
Natalicio Talavera wurde am 7. September 1839 als Sohn von José Carmelo Talavera und Antonia Alarcón in Villarrica geboren. Er ging zunächst in seiner Geburtsstadt zur Schule, siedelte aber bald nach Asunción um, wo er die angesehene Privatschule des argentinischen Lehrers Juan Pedro Escalada besuchte. Er nahm auch Unterricht in Moral und Mathematik bei dem Franzosen Francisco Sauvageod de Dupuis. Mit 16 Jahren wechselte er auf das Gymnasium des spanischen Professors Ildefonso Antonio Bermejo. 1856 gehörte Talavera aufgrund seiner Fähigkeiten zu den ersten Schülern, die Bermejo in seiner  berühmten Philosophie-Klasse (Aula de Filosofía) aufnahm. Im gleichen Jahr wurde er Redakteur der Zeitschrift „EL SEMANARIO DE AVISOS Y CONOCIMIENTOS ÚTILES“, die ebenfalls von Bermejo geleitet wurde, ab 1860 veröffentlichte er Essays in der Kulturzeitschrift „AURORA“. Zu der Zeit übersetzte er auch den französischen Roman „Graziella“ von Lamartine ins Spanische.
Als der Tripel-Allianz-Krieg (1864–1870) ausbrach, schloss sich Talavera dem Militär als Oberleutnant (Teniente) an. Vom 17. Juni 1865 bis zum 28. September 1867 war er Kriegsberichterstatter an der Front. Er schrieb für die Zeitschriften „EL CENTINELA“, „SEMANARIO“, und ab Mai 1867 auch für die Satirezeitschrift „CABICHUÍ“, zu deren Mitbegründern er gehörte. Darin veröffentlichte er zum ersten Mal in der Literaturgeschichte des Landes einige Gedichte in Guaraní. Mit seiner Satire und seinen kunstvollen Versen stärkte er den Kampfgeist seiner Landsleute. Er wird mit dem Aufruf zitiert: „Stirb, ehe du als Sklave lebst!“ (¡Morir antes que esclavo vivir!).
Er verstarb noch vor Kriegsende am 11. Oktober 1867 in Paso Pucú im Alter von 28 Jahren an Cholera.

## Werke
Zu seinen bekanntesten Werken zählen:
- Himno Patriótico
- A mi madre
- La botella y la mujer
- Reflexiones de un centinela en la víspera del combate

Der brasilianische Literaturkritiker Walter Wey beschreibt die Verse Talaveras mit den Worten: „Sie sind voller starker, intimer Gefühlsbetonung und können als die besten psychologischen Dokumente über den Krieg betrachtet werden, der die ganze Nation mitriss.“ Über das Werk Reflexiones schreibt Wey: „Talavera erzählt ohne Kunstgriffe, mit großer Beherrschung der Technik, mit der Sensibilität eines wahren Künstlers die Gedanken eines Soldaten, der sich am Vorabend der Schlacht zwischen Leben und Tod befindet.“